# Heterochelus fallaciosus
Heterochelus fallaciosus är en skalbaggsart som beskrevs av Kulzer 1960. Heterochelus fallaciosus ingår i släktet Heterochelus och familjen Melolonthidae. Inga underarter finns listade i Catalogue of Life.